# Sede (Candiota)
Sede ou Candiota é um distrito do município de Candiota, no Rio Grande do Sul. O distrito possui  cerca de 3 700 habitantes e está situado na região central do município.